# The Great Milenko
The Great Milenko från 1997 är hiphopduon Insane Clown Posse's nionde album. Det var Insane Clown Posse's första platinaskiva och inkluderade gruppens största hit Hokus Pokus.
Karaktären The Great Milenko som beskrivs i låten Great Milenko och även pryder omslaget, är en ond illusionist och dödsiare från Shangri-La.

## Låtlista
1. Intro - 2:00
2. Great Milenko - 1:56
3. Hokus Pokus - 4:21
4. Piggy Pie - 5:47
5. How Many Times? - 6:21
6. Southwest Voodoo - 4:03
7. Halls Off Illusion - 4:20
8. Under The Moon - 5:00
9. What Is A Juggalo? - 3:58
10. House Of Horrors - 4:20
11. Boogie Woogie Wu - 4:24
12. The Neden Game - 4:05
13. Hellalujah - 4:58
14. Down With The Clown - 3:53
15. Just Like That - 1:24
16. Pass By Me - 6:41